# Дулаг-162
Dulag 162 (Дулаг-162) — пересильний концентраційний табір у місті Рені Ізмаїльського району Одеської області, що існував з кінця квітня до начала серпня 1944 року.

## Умови утримання
Концентраційний табір розташовувався на території міста Рені і був пересильним концтабором. В таких таборах не затримувалися, а іменні документи про перебування тут полонених зазвичай не зберігалися. У «Дулазі-162» містилися невеликі групи в'язнів. Для робіт залишали 300—400 осіб, а решту відправляли до Німеччини. 
Військовополонених у цьому таборі розміщували в непристосованих для проживання приміщеннях, що були кам'яними одноповерховими будівлями, в яких вікна були забиті дошками та закладені цеглою. Було опалення. Люди спали на земляній сирій та брудній підлозі. Харчування в Ренінському таборі було мізерне. Оскільки залишені в таборі полонені були зайняті на важких фізичних роботах, то їм видавалося всього по 200—250 грамів хліба-сурогату і суп з недоброякісних круп — гороху з жучками і згірклу вівсянку, що злежалася. Внаслідок такого харчування у полонених з'являлися голодні набряки та діарея, виснаження, авітаміноз. Смертність була виключно за рахунок голоду, непосильної праці, хвороб і через неможливість отримання кваліфікованої медичної допомоги.
Загалом в таборі загинуло 172 військовополонених, жодного ім'я з яких досі не з'ясовано.

## Ліквідація
26 серпня 1944 року під час Ясько-Кишинівської операції Рені було звільнено підрозділами 46-ї армії 3-го Українського фронту, а разом з ним і ліквідовано концентраційний табір. 